# Тіарет (вілаєт)
Тіарет (араб. ولاية تيارت‎‎‎‎) — вілаєт Алжиру. Адміністративний центр — м. Тіарет. Площа — 20 673 км². Населення — 842 060 осіб (2008).

## Географічне положення
На півночі межує з вілаєтами Релізан, Тіссемсілт та Медея, на сході — з вілаєтом Джельфа, на півдні — з вілаєтами Лагуат та Ель-Баяд, на заході — з вілаєтами Саїда та Маскара.
Розташований в Атлаських горах.

## Адміністративний поділ
Поділяється на 14 округів та 42 муніципалітети.
| Алжир | Це незавершена стаття з географії Алжиру. Ви можете допомогти проєкту, виправивши або дописавши її. |